# Клауз фон Алефелдт
Клауз фон Алефелдт (на немски: Claus von Ahlefeldt; * 3 януари 1543 в Гелтинг; † 25 октомври 1616 в Гелтинг, Шлезвиг-Фленсбург) е благородник от род Алефелдт/Алефелд от Холщайн, господар на имението Гелтинг в Шлезвиг-Холщайн, шериф на Швабщет и Фленсбург. Той живее в Дания.
Той е син на Бендикс/Бенедикт фон Алефелдт-Гелтинг (1506 – 1587) и съпругата му Маргарета Рантцау († 1563), дъщеря на Бенедикт (Бендикс) фон Рантцау-Кварнбек († 1542) и Катарина фон Алефелдт-Босее. Внук е на Клауз фон Алефелдт-Гелтинг († 1531), шериф на Хадерслебен, и Друде фон Рантцау (1485 – 1563). Сестра му Йолгард фон Ахлефелдт († 1626) се омъжва 1563 г. за Йосуа (Йосиас) Квален, шериф на Щайнбург и Готорф († 1586).

## Фамилия
Клауз фон Алефелдт се жени 1573 г. за Магдалена Рантцау (* 22 ноември 1559 в Брайтенбург; † 21 ноември 1635, Кил), дъщеря на държавника Хайнрих Рантцау (1526 – 1598) и Кристина фон Хале (1533 – 1603). Те имат син и две дъщери:
- Клауз фон Алефелдт-Гелтинг (* 19 юни 1578; † 1632), женен за Аделхайд фон Алефелдт (* ок. 1545; † сл. 1639 в Гелтинг), дъщеря на Кай фон Алефелдт-Щубе и Норби († 1599) и Магдалена фон Алефелдт († 1619/1620); имат син:
  - Клауз фон Алефелдт (* 1610; † 31 януари 1674), датски фелдмаршал, женен на 24 юни 1636 г. за Хедевиг Рантцау (* 1618; † 29 юни 1695)
- Маргарета фон Ахлефелдт (* 19 ноември 1580, Гелтинг, Фленсбург; † ок. 1651, Хамбург), омъжена за Александер фон Зеещед († 1617)
- Кристина фон Ахлефелдт (* 28 април 1589 в Свавещед; † 18 юни 1645 в Любек), омъжена за Бендикс/Бенедикт фон Алефелдт (* 20 май 1593; † 18 май 1634), син на Дитлев фон Алефелдт († 1599 ) и Кларелия Ревентлов (1573 – 1598); имат син:
  - Детлев фон Ахлефелдт (* 20 февруари 1617, Гелтинг; † 25 ноември 1686, Хамбург), офицер, дипломат, женен за Ида Погвиш (* 15 септември 1619; † 31 октомври 1679)